# Samsa
Samsa (kaz. самса, kirg. самса, ujg. سامسا, uzb. somsa, turkm. somsa, tadż. самбӯса) - pieczone pierożki o dowolnym (kwadratowym, trójkątnym lub zaokrąglonym) kształcie z farszem, posypane sezamem. Danie jest bardzo popularne w Azji Środkowej. 
Jako nadzienie do samsy może służyć: drobno posiekane mięso z cebulą, dynia, grzyby, jajka, soczewica, ziemniaki i inne warzywa z przyprawami. Główną przyprawą w tym przypadku jest kmin rzymski. Do robienia samsy używa się ciasta francuskiego. Środkowoazjatycka samsa z mięsem jest tradycyjnie pieczona w glinianym piecu tandoor, ale jest też odmiana samsy (zwykle trójkątna lub kwadratowa), która jest pieczona w piecach elektrycznych i gazowych. Przed włożeniem samsy do pieca smaruje się ją żółtkiem i posypuje się sezamem.  
W krajach Azji Środkowej, takich jak Kazachstan, Uzbekistan, Kirgistan, Tadżykistan zazwyczaj samsa jest sprzedawana na ulicach, na bazarach lub w kioskach.

## Galeria

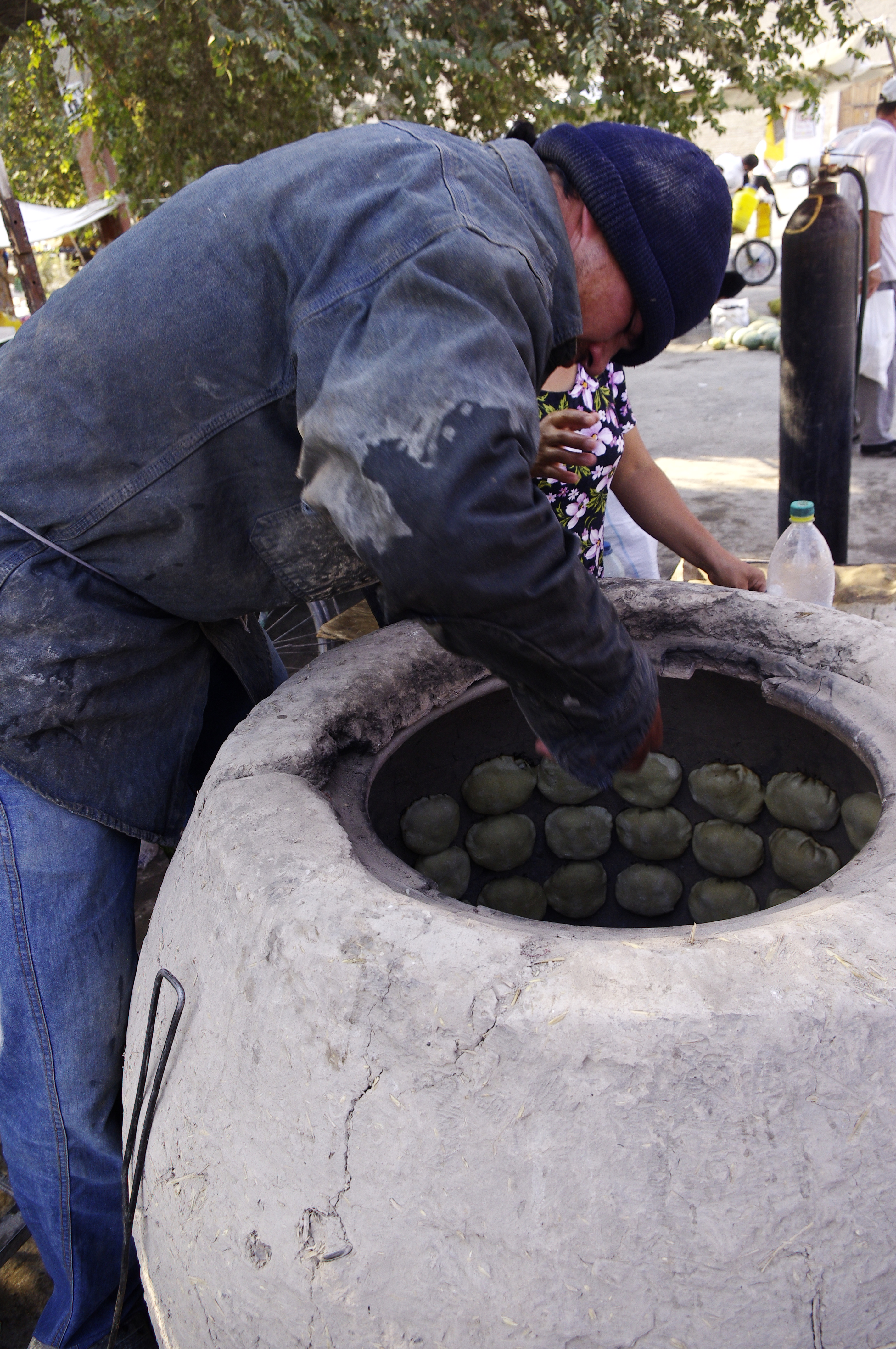
Samsa w piecu tandoor
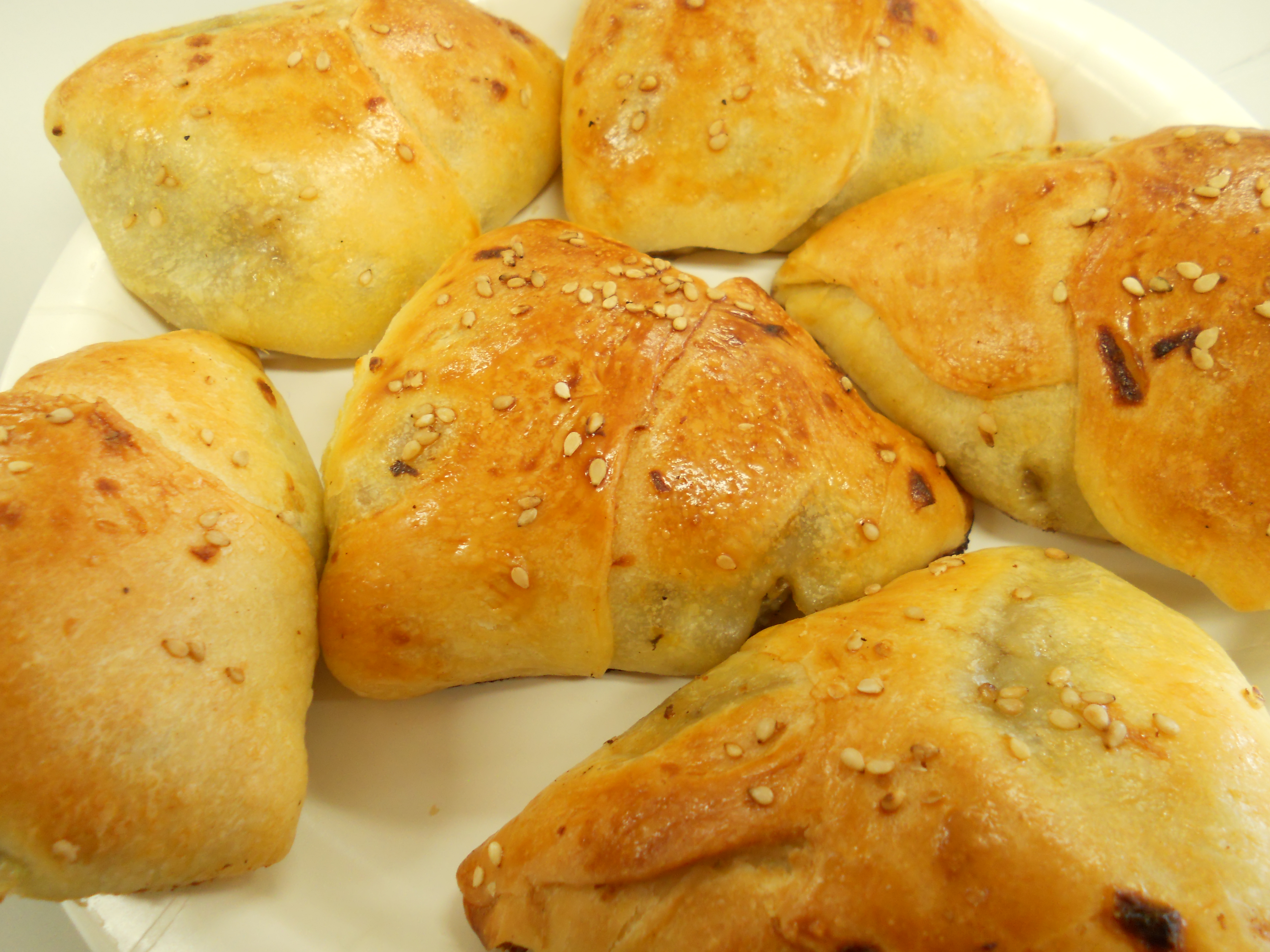
Ujgurska samsa
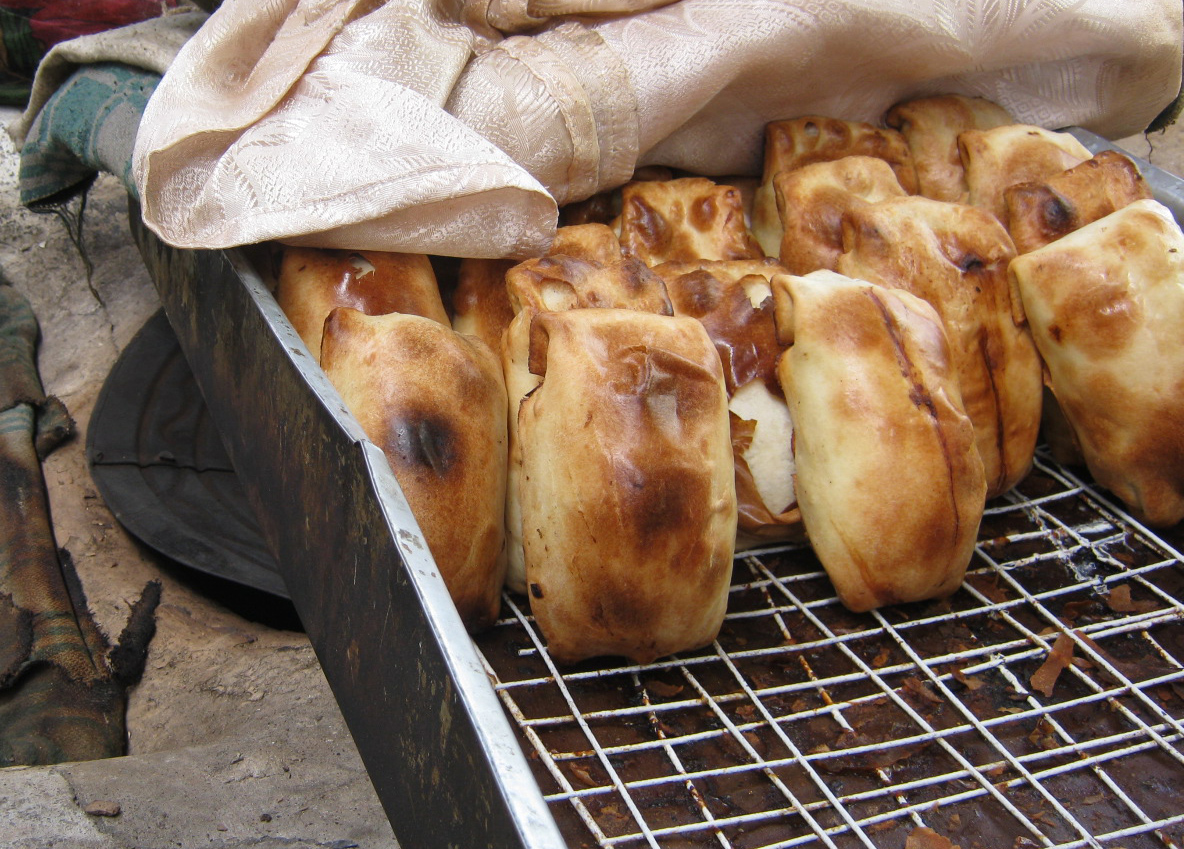
Samsa w Kirgistanie
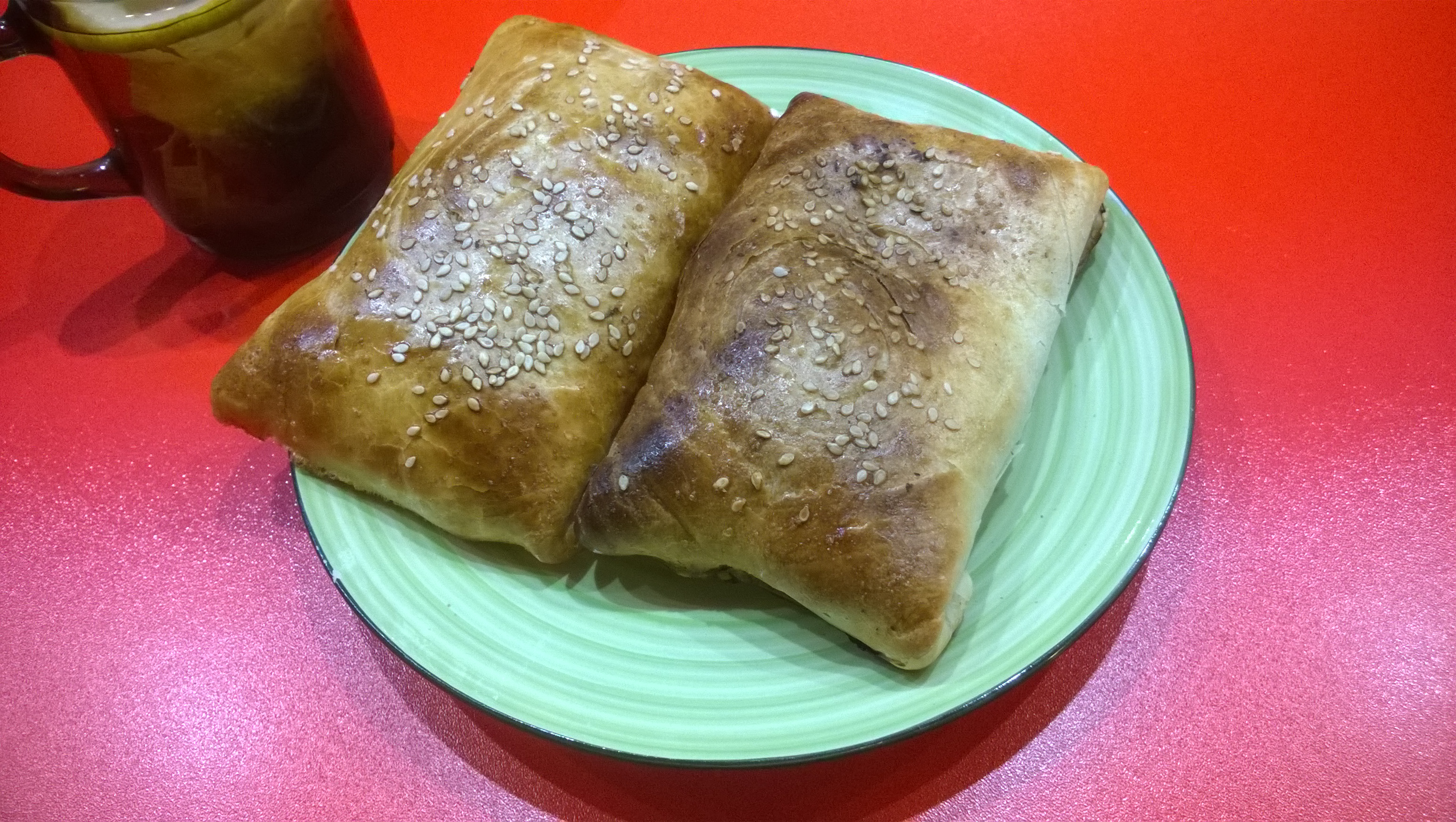
Samsa w Rosji
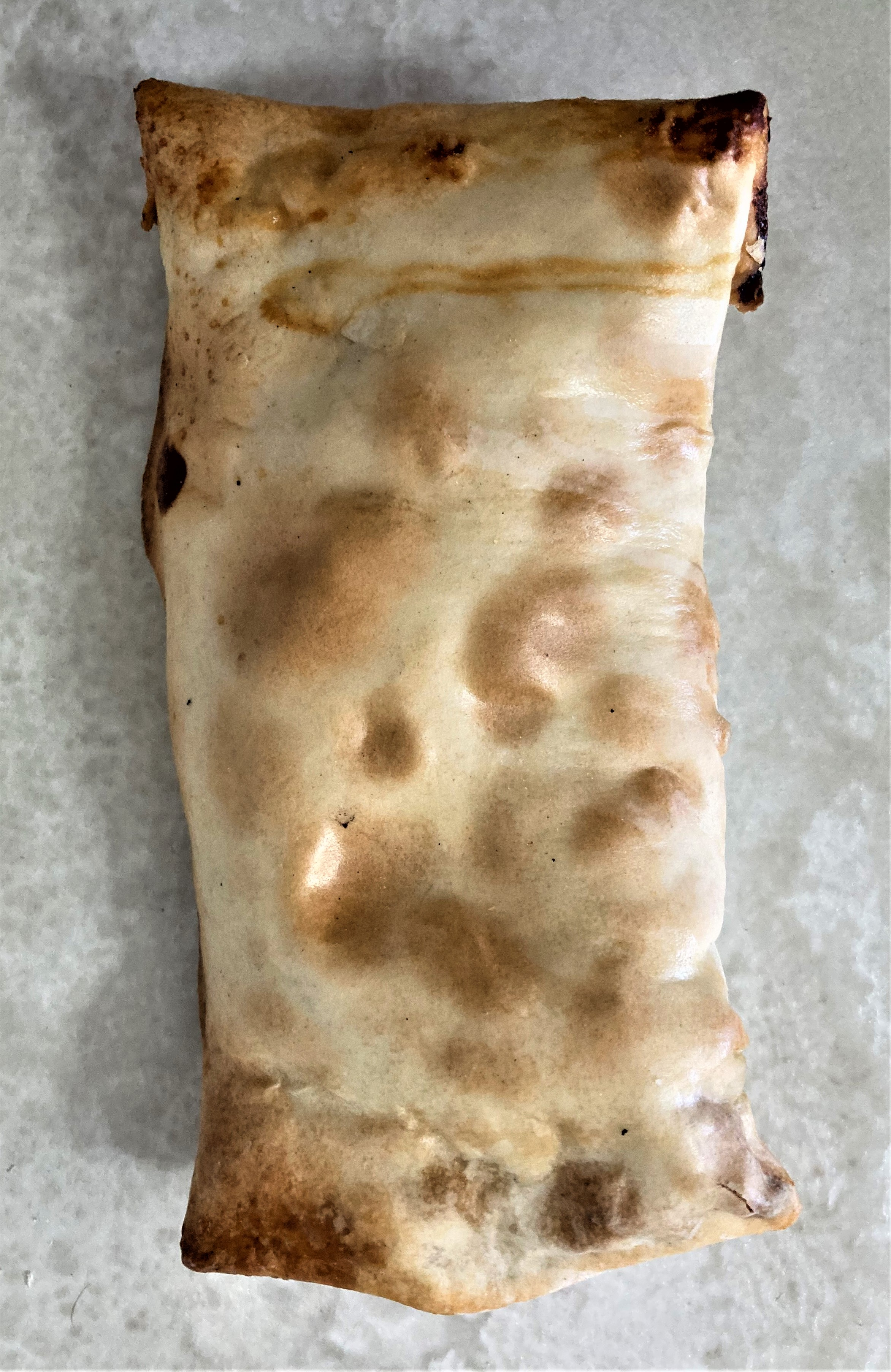
Samsa w Turkmenistanie